# La strada della paura (serie di romanzi)
La strada della paura (Fear Street) è una serie di libri per ragazzi ad ambientazione horror dell'autore statunitense Robert Lawrence Stine nata nel 1989.
La serie Ghosts of Fear Street era composta da 36 titoli, ma in Italia ne sono stati pubblicati soltanto 12, dovuto allo scarso successo della serie rispetto alla concorrente Piccoli brividi, dello stesso autore, a cavallo tra il 1997 e il 1998. Ad inizio anno 2000, Arnoldo Mondadori Editore ha provato nuovamente a pubblicare in Italia la serie di libri, concentrandosi su Fear Street Super Chiller e Fear Street Nights. La serie originale non vedrà un adattamento italiano, però, fino al 2021, in concomitanza con l'uscita della trilogia cinematografica ispirata ad essa.

## Elenco dei libri

### SerieFear Street
- L'inizio dell'incubo (The New Girl, 1989)
- Notte di terrore (The Surprise Party, 1989)
- In gita con l'assassino (The Overnight, 1990)
- Scomparsi (Missing, 1990)
- The Wrong Number (1990)
- The Sleepwalker (1990)
- Haunted (1990)
- Halloween Party (1990)
- The Stepsister (1990)
- Ski Weekend (1991)
- The Fire Game (1991)
- Lights Out (1991)
- The Secret Bedroom (1991)
- The Knife (1992)
- L'ultimo ballo (The Prom Queen, 1992)
- First Date (1992)
- The Best Friend (1992)
- The Cheater (1993)
- Sunburn (1993)
- The New Boy (1994)
- The Dare (1994)
- Bad Dreams (1994)
- Double Date (1994)
- The Thrill Club (1994)
- One Evil Summer (1994)
- The Mind Reader (1994)
- Wrong Number 2 (1995)
- Truth or Dare (1995)
- Dead End (1995)
- Final Grade (1995)
- Switched (1995)
- College Weekend (1995)
- The Stepsister 2 (1995)
- What Holly Heard (1996)
- The Face (1996)
- Secret Admirer (1996)
- The Perfect Date (1996)
- The Confession (1996)
- Intime minacce (The Boy Next Door, 1996)
- Night Games (1996)
- Runaway (1997)
- Killer's Kiss (1997)
- All-Night Party (1997)
- Ricca da uccidere (The Rich Girl, 1997)
- Cat (1997)
- Fear Hall: The Beginning (1997)
- Fear Hall: The Conclusion (1997)
- Who Killed The Homecoming Queen? (1997)
- Into the Dark (1997)
- Best Friend 2 (1997)
- Trapped (1997)
- Giochi pericolosi (Party Games, 2014)
- Se dormi è la fine (Don't Stay Up Late, 2015)
- La ragazza scomparsa (The Lost Girl, 2015)
- Sai tenere un segreto? (Can You Keep a Secret?, 2016)
- Primo amore addio (The Dead Boyfriend, 2016)
- In squadra col morto (Give Me a K-I-L-L, 2017)

### SerieFear Street Super Chiller
- Un'estate da urlo (Party Summer, 1991)
- Natale rosso sangue (Silent Night, 1991)
- Vacanze fatali (Goodnight Kiss, 1992)
- Cheerleaders: The New Evil (1992)
- Perfide passioni (Broken Hearts, 1993)
- Natale rosso sangue 2 (Silent Night 2, 1993)
- Sole maledetto (The Dead Lifeguard, 1994)
- Notte di luna piena (Bad Moonlight, 1995)
- Baciare o morire (The New Year's Party, 1995)
- Vacanze fatali 2 (Goodnight Kiss 2, 1996)
- Natale rosso sangue 3 (Silent Night 3, 1996)
- High Tide (1997)
- Cheerleaders: The Evil Lives! (1998)

### SerieFear Street Cheerleaders
- The First Evil (1992)
- The Second Evil (1992)
- The Third Evil (1992)

### SerieThe Fear Street Saga Trilogy
- The Betrayal (1993)
- The Secret (1993)
- The Burning (1993)

### Serie99 Fear Street: The House of Evil
- The First Horror (1994)
- The Second Horror (1994)
- The Third Horror (1994)

### SerieGhosts of Fear Street
- Nascondino con il morto (Hide and Shriek, 1995)
- Chi ha dormito nella mia tomba? (Who's Been Sleeping in My Grave?, 1995)
- L'invasione delle scimmie acquatiche (The Attack of the Aqua Apes, 1995)
- Incubo tridimensionale (Nightmare in 3-D, 1996)
- L'albero stregato (Stay Away from the Tree House, 1996)
- L'occhio della maga (Eyes of the Fortune Teller, 1996)
- Il cavaliere senza corpo (Fright Knight, 1996)
- Una melma animata (The Ooze, 1996)
- Le ombre si vendicano! (Revenge of the Shadow People, 1996)
- L'Uomo-Insetto vive! (The Bugman Lives!, 1996)
- Un affamato insaziabile (The Boy Who Ate Fear Street, 1996)
- La notte del gatto mannaro (Night of the Werecat, 1996)
- How To Be a Vampire (1996)
- Body Switchers from Outer Space (1996)
- Fright Christmas (1996)
- Don't Ever Get Sick at Granny's (1997)
- House of a Thousand Screams (1997)
- Camp Fear Ghouls (1997)
- Three Evil Wishes (1997)
- Spell of the Screaming Jokers (1997)
- The Creature from Club Lagoona (1997)
- Field of Screams (1997)
- Why I'm Not Afraid of Ghosts (1997)
- Monster Dog (1997)
- Halloween Bugs Me! (1997)
- Go to Your Tomb - Right Now! (1997)
- Parents from the 13th Dimension (1997)
- Hide and Shriek II (1998)
- The Tale of the Blue Monkey (1998)
- I Was a Sixth-Grade Zombie (1998)
- Escape of the He-Beast (1998)
- Caution: Aliens at Work (1998)
- Attack of the Vampire Worms (1998)
- Horror Hotel Pt. 1: The Vampire Checks in (1998)
- Horror Hotel Pt. 2: Ghost in the Guest Room (1998)
- The Funhouse of Dr. Freek (1998)

### SerieFear Street: The Cataluna Chronicles
- The Evil Moon (1995)
- The Dark Secret (1995)
- The Deadly Fire (1995)

### SerieFear Street Sagas
- A New Fear (1996)
- House of Whispers (1996)
- Forbidden Secrets (1996)
- The Sign of Fear (1996)
- The Hidden Evil (1997)
- Daughters of Silence (1997)
- Children of Fear (1997)
- Dance of Death (1997)
- Heart of the Hunter (1997)
- The Awakening Evil (1997)
- Circle of Fire (1998)
- Chamber of Fear (1999)
- Faces of Terror (1999)
- One Last Kiss (1999)
- Door of Death (1999)
- The Hand of Power (1999)
- The Raven Woman (1999)

### SerieFear Park
- The First Scream (1996)
- The Loudest Scream (1996)
- The Last Scream (1996)

### SerieNew Fear Street
- The Stepbrother (1998)
- Camp Out (1998)
- Scream, Jennifer, Scream! (1998)
- The Bad Girl (1998)

### SerieFear Street Seniors
- Let's Party (1998)
- In Too Deep (1998)
- The Thirst (1998)
- No Answer (1998)
- Last Chance (1998)
- The Gift (1998)
- Fight Team, Fight (1998)
- Sweetheart, Evil Heart (1998)
- Spring Break (1999)
- Wicked (1999)
- The Prom Date (1999)
- Graduation Day (1999)

### SerieFear Street Nights
- Notti di terrore: La vendetta (Moonlight Secrets, 2005)
- Notti di terrore: Giochi a mezzanotte (Midnight Games, 2005)
- Notti di terrore: Alba di tenebra (Darkest Dawn, 2005)

### SerieReturn to Fear Street
- You May Now Kill the Bride (2018)
- The Wrong Girl (2018)
- Drop Dead Gorgeous (2019)

## Altri media
Nel 1998 una sitcom per famiglie con temi horror che avrebbe condiviso il nome, la location e alcuni elementi molto alla lontana con La strada della paura, dal titolo Ghosts of Fear Street, sarebbe dovuta andare in onda, ma dopo l'insuccesso del pilot venne cancellata.
Nel 2021 è uscita una trilogia cinematografica liberamente ispirata alla serie di libri, prodotta da Netflix e composta da: Fear Street Parte 1: 1994, Fear Street Parte 2: 1978 e Fear Street Parte 3: 1666.